# Сан Ђузепе (Вербано-Кузио-Осола)
Сан Ђузепе је насеље у Италији у округу Вербано-Кузио-Осола, региону Пијемонт.
Према процени из 2011. у насељу је живело 18 становника. Насеље се налази на надморској висини од 546 м.